# ناجي فام
ناجي فام (بالفرنسية: Nagui Fam)، من مواليد 14 نوفمبر 1961 في الإسكندرية، مصر، هو منشط إذاعي وتلفزي، منتج وكوميدي فرنسي.
اعتبر منذ سنة 2009 من طرف الجمهور كالمنشط المفضل لدى الفرنسيين.

## بيوغرافيا

### طفولته
ولد ناجي يوم الثلاثاء 14 نوفمبر 1961 في الإسكندرية، مصر. والده، لطفي فام، اليوناني-المصري، أستاذ للأدب الفرنسي في جامعة السوربون. ووالدته، كوليت تيتلبوم، الفرنسية-الإيطالية، من أصل يهودي أشكنازي أستاذة للفرنسية، اليونانية واللاتينية.
غادرت عائلته مصر عندما كان يبلغ من العمر أربع سنوات فقط ليستقر في آكس أون بروفانس، فرنسا. بعد عامين، انتقلت العائلة إلى كندا حيث أمضت بضعة أشهر ثم عادت مرة أخرى إلى فرنسا، لتستقر بمدينة كان، بعد أن حصل والده على كرسي في جامعة السوربون. قضى ناجي ما تبقى من طفولته في هذه المدينة، ودرس بمعهد ستانيسلاس. بعد حصوله على شهادته الجامعية، التحق بكلية العلوم بمدينة نيس الفرنسية، ثم أمضى عامين في الأقسام التحضيرية الاقتصادية والتجارية في باريس، لكنه لم يكمل دراسته.

## شهرته
سنة 2009، اعتبره لو باريزيان المنشط المفضل لدى الفرنسيين وفق استطلاع إبسوس.

## حياته الشخصية
التقى ناجي سنة 1999 الممثلة ميلاني باج، والتي سيتزوجها في 5 يونيو 2010.
لناجي 4 أبناء: نينا، المزدادة سنة 1997، من مارين فيني. روكسان، المزدادة سنة 2004، أنابيل، المزدادة سنة 2008 وأدريان المزداد سنة 2012، من ميلاني باج.

## روابط خارجية
- ناجي فام على موقع IMDb (الإنجليزية)
- ناجي فام على موقع ألو سيني (الفرنسية)
- ناجي فام على موقع ميوزك برينز (الإنجليزية)
- ناجي فام على موقع ديسكوغز (الإنجليزية)
- ناجي فام على موقع قاعدة بيانات الفيلم (الإنجليزية)
- ناجي فام على موقع كينوبويسك (الروسية)